# Leander Paes
Leander Adrian Paes (* 17. červen 1973, Kalkata, Indie) je bývalý indický tenista, osmnáctinásobný grandslamový vítěz mužské a smíšené čtyřhry a bývalá světová jednička ve čtyřhře. Během své kariéry vyhrál na ATP Tour jeden turnaj ve dvouhře a padesát čtyři turnajů ve čtyřhře.
Vítězstvím na Australian Open 2012 po boku Radka Štěpánka zkompletoval jako dvaadvacátý deblista historie grandslamovou sbírku titulů v mužské čtyřhře – tzv. kariérní grandslam. Stejného úspěchu dosáhl ve smíšené čtyřhře, když poslední chybějící major French Open ovládl v roce 2016 se Švýcarkou Martinou Hingisovou. Právě s Hingisovou se staly teprve čtvrtým smíšeným párem, který společně kariérní grandslam zkompletoval. V roce 2019 byl nejstarším aktivním hráčem v žebříčku čtyřhry ATP a šestým nejúspěšnějším hráčem v historii.

## Finále na Grand Slamu

### Mužská čtyřhra: 16 (8–8)
| Stav      | Rok  | Turnaj          | Povrch | Spoluhráč      | Soupeři ve finále             | Výsledek                       |
| --------- | ---- | --------------- | ------ | -------------- | ----------------------------- | ------------------------------ |
| Finalista | 1999 | Australian Open | tvrdý  | Maheš Bhúpatí  | Patrick Rafter Jonas Björkman | 3–6, 6–4, 4–6, 7–6(12–10), 4–6 |
| Vítěz     | 1999 | French Open     | antuka | Maheš Bhúpatí  | Goran Ivanišević Jeff Tarango | 6–2, 7–5                       |
| Vítěz     | 1999 | Wimbledon       | tráva  | Maheš Bhúpatí  | Paul Haarhuis Jared Palmer    | 6–7(10–12), 6–3, 6–4, 7–6(7–4) |
| Finalista | 1999 | US Open         | tvrdý  | Maheš Bhúpatí  | Sébastien Lareau Alex O'Brien | 6–7(7–9), 4–6                  |
| Vítěz     | 2001 | French Open (2) | antuka | Maheš Bhúpatí  | Petr Pála Pavel Vízner        | 7–6(7–5), 6–3                  |
| Finalista | 2004 | US Open         | tvrdý  | David Rikl     | Mark Knowles Daniel Nestor    | 3–6, 3–6                       |
| Finalista | 2006 | Australian Open | tvrdý  | Martin Damm    | Bob Bryan Mike Bryan          | 6–4, 3–6, 4–6                  |
| Vítěz     | 2006 | US Open         | tvrdý  | Martin Damm    | Jonas Björkman Max Mirnyj     | 6–7(5–7), 6–4, 6–3             |
| Finalista | 2008 | US Open         | tvrdý  | Lukáš Dlouhý   | Bob Bryan Mike Bryan          | 6–7(5–7), 6–7(10–12)           |
| Vítěz     | 2009 | French Open (3) | antuka | Lukáš Dlouhý   | Wesley Moodie Dick Norman     | 3–6, 6–3, 6–2                  |
| Vítěz     | 2009 | US Open (2)     | tvrdý  | Lukáš Dlouhý   | Maheš Bhúpatí Mark Knowles    | 3–6, 6–3, 6–2                  |
| Finalista | 2010 | French Open     | antuka | Lukáš Dlouhý   | Nenad Zimonjić Daniel Nestor  | 5–7, 2–6                       |
| Finalista | 2011 | Australian Open | tvrdý  | Maheš Bhúpatí  | Bob Bryan Mike Bryan          | 3–6, 4–6                       |
| Vítěz     | 2012 | Australian Open | tvrdý  | Radek Štěpánek | Bob Bryan Mike Bryan          | 7–6(7–1), 6–2                  |
| Finalista | 2012 | US Open         | tvrdý  | Radek Štěpánek | Bob Bryan Mike Bryan          | 3–6, 4–6                       |
| Vítěz     | 2013 | US Open(3)      | tvrdý  | Radek Štěpánek | Alexander Peya Bruno Soares   | 6–1, 6–3                       |

### Smíšená čtyřhra: 18 (10–8)
| Stav      | rok  | turnaj              | povrch | spoluhráčka            | soupeři ve finále                       | výsledek         |
| --------- | ---- | ------------------- | ------ | ---------------------- | --------------------------------------- | ---------------- |
| Vítěz     | 1999 | Wimbledon           | tráva  | Lisa Raymondová        | Jonas Björkman Anna Kurnikovová         | 6–4, 3–6, 6–3    |
| Finalista | 2001 | US Open             | tvrdý  | Lisa Raymondová        | Todd Woodbridge Rennae Stubbsová        | 4–6, 7–5, [9–11] |
| Vítěz     | 2003 | Australian Open     | tvrdý  | Martina Navrátilová    | Todd Woodbridge Eleni Daniilidou        | 6–4, 7–5         |
| Vítěz     | 2003 | Wimbledon (2)       | tráva  | Martina Navrátilová    | Andy Ram Anastasia Rodionovová          | 6–3, 6–3         |
| Finalista | 2004 | Australian Open     | tvrdý  | Martina Navrátilová    | Nenad Zimonjić Jelena Bovinová          | 1–6, 6–7(3–7)    |
| Finalista | 2005 | French Open         | antuka | Martina Navrátilová    | Fabrice Santoro Daniela Hantuchová      | 3–6, 6–3, 6–2    |
| Finalista | 2007 | US Open             | tvrdý  | Meghann Shaughnessyová | Max Mirnyj Viktoria Azarenková          | 4–6, 6–7(6–8)    |
| Vítěz     | 2008 | US Open             | tvrdý  | Cara Blacková          | Jamie Murray Liezel Huberová            | 7–6(8–6), 6–4    |
| Finalista | 2009 | Wimbledon           | tráva  | Cara Blacková          | Mark Knowles Anna-Lena Grönefeldová     | 5–6, 3–6         |
| Finalista | 2009 | US Open             | tvrdý  | Cara Blacková          | Travis Parrott Carly Gullicksonová      | 2–6, 4–6         |
| Vítěz     | 2010 | Australian Open (2) | tvrdý  | Cara Blacková          | Jaroslav Levinský Jekatěrina Makarovová | 7–5, 6–3         |
| Vítěz     | 2010 | Wimbledon (3)       | tráva  | Cara Blacková          | Lisa Raymondová Wesley Moodie           | 6–4, 7–6(7–5)    |
| Finalista | 2012 | Australian Open     | tvrdý  | Jelena Vesninová       | Bethanie Matteková-Sandsová Horia Tecău | 3–6, 7–5, [3–10  |
| Finalista | 2012 | Wimbledon           | tráva  | Jelena Vesnina         | Lisa Raymondová Mike Bryan              | 3–6, 7–5, 4–6    |
| Vítěz     | 2015 | Australian Open (3) | tvrdý  | Martina Hingisová      | Kristina Mladenovicová Daniel Nestor    | 6–4, 6–3         |
| Vítěz     | 2015 | Wimbledon (4)       | tráva  | Martina Hingisová      | Tímea Babosová Alexander Peya           | 6–1, 6–1         |
| Vítěz     | 2015 | US Open (2)         | tvrdý  | Martina Hingisová      | Bethanie Matteková-Sandsová Sam Querrey | 6–4, 3–6, [10–7] |
| Vítěz     | 2016 | French Open         | antuka | Martina Hingisová      | Sania Mirzaová Ivan Dodig               | 4–6, 6–4, [10–8] |

## Zápasy o olympijské medaile

### Mužská dvouhra: 1 (1 bronz)
| Stav  | rok  | místo konání           | povrch | soupeř            | výsledek      |
| ----- | ---- | ---------------------- | ------ | ----------------- | ------------- |
| bronz | 1996 | Atlanta, Spojené státy | tvrdý  | Fernando Meligeni | 3–6, 6–2, 6–4 |

### Mužská čtyřhra: 1
| Stav     | rok  | místo konání | povrch | spoluhráč     | soupeři                   | výsledek             |
| -------- | ---- | ------------ | ------ | ------------- | ------------------------- | -------------------- |
| 4. místo | 2004 | Atény, Řecko | tvrdý  | Maheš Bhúpatí | Mario Ančić Ivan Ljubičić | 6–7(5–7), 6–4, 14–16 |

## Finálové účasti na turnajích ATP World Tour (74)

### Dvouhra: 1 (1–0)
| Stav  | Č. | Datum             | Turnaj                 | Povrch | Finalista      | Výsledek |
| ----- | -- | ----------------- | ---------------------- | ------ | -------------- | -------- |
| Vítěz | 1. | 11. července 1998 | Newport, Spojené státy | tráva  | Neville Godwin | 6–3, 6–2 |

### Čtyřhry - výhry (43)
| Legenda                                                       |
| Grand Slam (6)                                                |
| ATP Masters Series / ATP World Tour Masters 1000 (8)          |
| ATP International Series Gold / ATP World Tour 500 Series (4) |
| ATP International Series / ATP World Tour 250 Series (25)     |

| Č.  | Datum             | Turnaj                       | Povrch      | Partner         | Soupeři ve finále                 | Výsledek                  |
| 1.  | 13. duben 1997    | Čennaj, Indie                | tvrdý       | Mahesh Bhupathi | Oleg Ogorodov Ejal Ran            | 7-6, 7-5                  |
| 2.  | 4. květen 1997    | Praha, Česko                 | antuka      | Mahesh Bhupathi | Petr Luxa David Škoch             | 6-1, 6-1                  |
| 3.  | 3. srpen 1997     | Montreal, Kanada             | tvrdý       | Mahesh Bhupathi | Sébastien Lareau Alex O'Brien     | 7-6, 6-3                  |
| 4.  | 17. srpen 1997    | New Haven, USA               | tvrdý       | Mahesh Bhupathi | Sébastien Lareau Alex O'Brien     | 6-4, 6-7, 6-2             |
| 5.  | 5. říjen 1997     | Peking, Čína                 | tvrdý (h)   | Mahesh Bhupathi | Alex O'Brien Jim Courier          | 7-5, 7-6                  |
| 6.  | 12. říjen 1997    | Singapur, Singapur           | koberec (h) | Mahesh Bhupathi | Rick Leach Jonathan Stark         | 6-4, 6-4                  |
| 7.  | 10. leden 1998    | Dauhá, Katar                 | tvrdý       | Mahesh Bhupathi | Olivier Delaître Fabrice Santoro  | 6-4, 3-6, 6-4             |
| 8.  | 15. únor 1998     | Dubaj, SAE                   | tvrdý       | Mahesh Bhupathi | Donald Johnson Francisco Montana  | 6-2, 7-5                  |
| 9.  | 12. duben 1998    | Čennaj, Indie                | tvrdý       | Mahesh Bhupathi | Olivier Delaître Max Mirnyj       | 6-7, 6-3, 6-2             |
| 10. | 17. květen 1998   | Řím, Itálie                  | antuka      | Mahesh Bhupathi | Ellis Ferreira Rick Leach         | 6-4, 4-6, 7-6             |
| 11. | 11. říjen 1998    | Šanghaj, Čína                | koberec (h) | Mahesh Bhupathi | Todd Woodbridge Mark Woodforde    | 6-4, 6-7, 7-6             |
| 12. | 8. listopad 1998  | Paříž, Francie               | koberec (h) | Mahesh Bhupathi | Jacco Eltingh Paul Haarhuis       | 6-4, 6-2                  |
| 13. | 9. duben 1999     | Čennaj, Indie                | tvrdý       | Mahesh Bhupathi | Wayne Black Neville Godwin        | 4-6, 7-5, 6-4             |
| 14. | 6. červen 1999    | French Open, Francie         | antuka      | Mahesh Bhupathi | Goran Ivanišević Jeff Tarango     | 6-2, 7-5                  |
| 15. | 19. červen 1999   | 's-Hertogenbosch, Nizozemsko | tráva       | Jan Siemerink   | Ellis Ferreira David Rikl         | bez boje                  |
| 16. | 4. červenec 1999  | Wimbledon, Velká Británie    | tráva       | Mahesh Bhupathi | Paul Haarhuis Jared Palmer        | 6-7(10), 6-3, 6-4, 7-6(4) |
| 17. | 10. červenec 1999 | Newport, USA                 | tráva       | Wayne Arthurs   | Sargis Sargsian Chris Woodruff    | 6–7, 7–6, 6–3             |
| 18. | 7. květen 2000    | Orlando, USA                 | antuka      | Jan Siemerink   | Justin Gimelstob Sébastien Lareau | 6-3, 6-4                  |
| 19. | 15. říjen 2000    | Tokio, Japonsko              | tvrdý       | Mahesh Bhupathi | Michael Hill Jeff Tarango         | 6-4, 6-7(1), 6-3          |
| 20. | 29. duben 2001    | Atlanta, USA                 | antuka      | Mahesh Bhupathi | Rick Leach David Macpherson       | 6-3, 7-6(7)               |
| 21. | 5. květen 2001    | Houston, USA                 | antuka      | Mahesh Bhupathi | Kevin Kim Jim Thomas              | 7-6(4), 6-2               |
| 22. | 9. červen 2001    | French Open, Francie         | antuka      | Mahesh Bhupathi | Petr Pála Pavel Vízner            | 7-6(5), 6-3               |
| 23. | 12. srpen 2001    | Cincinnati, USA              | tvrdý       | Mahesh Bhupathi | Martin Damm David Prinosil        | 7-6(3), 6-3               |
| 24. | 5. leden 2002     | Čennaj, Indie                | tvrdý       | Mahesh Bhupathi | Tomáš Cibulec Ota Fukárek         | 5-7, 6-2, 7-5             |
| 25. | 5. květen 2002    | Mallorca, Španělsko          | antuka      | Mahesh Bhupathi | Julian Knowle Michael Kohlmann    | 6-2, 6-4                  |
| 26. | 2. březen 2003    | Dubaj, SAE                   | tvrdý       | David Rikl      | Wayne Black Kevin Ullyett         | 6-3, 6-0                  |
| 27. | 9. březen 2003    | Delray Beach, USA            | tvrdý       | Nenad Zimonjić  | Raemon Sluiter Martin Verkerk     | 7-5, 3-6, 7-5             |
| 28. | 13. červenec 2003 | Gstaad, Švýcarsko            | antuka      | David Rikl      | František Čermák Leoš Friedl      | 6-3, 6-3                  |
| 29. | 13. červen 2004   | Halle, Německo               | tráva       | David Rikl      | Tomáš Cibulec Petr Pála           | 6-2, 7-5                  |
| 30. | 11. červenec 2004 | Gstaad, Švýcarsko            | antuka      | David Rikl      | Marc Rosset Stanislas Wawrinka    | 6-4, 6-2                  |
| 31. | 1. srpen 2004     | Toronto, Kanada              | tvrdý       | Mahesh Bhupathi | Jonas Björkman Max Mirnyj         | 6-4, 6-2                  |
| 32. | 19. září 2004     | Delray Beach, USA            | tvrdý       | Radek Štěpánek  | Gastón Etlis Martín Rodríguez     | 6-0, 6-3                  |
| 33. | 17. duben 2005    | Monte Carlo, Monako          | antuka      | Nenad Zimonjić  | Bob Bryan Mike Bryan              | bez boje                  |
| 34. | 24. duben 2005    | Barcelona, Španělsko         | antuka      | Nenad Zimonjić  | Feliciano López Rafael Nadal      | 6-3, 6-3                  |
| 35. | 2. říjen 2005     | Bangkok, Thajsko             | tvrdý (h)   | Paul Hanley     | Jonathan Erlich Andy Ram          | 5-6(5), 6-1, 6-2          |
| 36. | 24. červen 2006   | 's-Hertogenbosch, Nizozemsko | tráva       | Martin Damm     | Arnaud Clément Chris Haggard      | 6-1, 7-6(3)               |
| 37. | 9. září 2006      | US Open, USA                 | tvrdý       | Martin Damm     | Jonas Björkman Max Mirnyj         | 6-7(5), 6-4, 6-3          |
| 38. | 25. únor 2007     | Rotterdam, Nizozemsko        | tvrdý (h)   | Martin Damm     | Andrei Pavel Alexander Waske      | 6-3, 6-7(5), 10-7         |
| 39. | 18. březen 2007   | Indian Wells, USA            | tvrdý       | Martin Damm     | Jonathan Erlich Andy Ram          | 6-4, 6-4                  |
| 40. | 28. září 2008     | Bangkok, Thajsko             | tvrdý (h)   | Lukáš Dlouhý    | Scott Lipsky David Martin         | 6-4, 7-6(4)               |
| 41. | 6. červen 2009    | French Open, Francie         | antuka      | Lukáš Dlouhý    | Wesley Moodie Dick Norman         | 3-6, 6-3, 6-2             |
| 42. | 13. září 2009     | US Open, USA                 | tvrdý       | Lukáš Dlouhý    | Mahesh Bhupathi Mark Knowles      | 3-6, 6-3, 6-2             |
| 43. | 3. duben 2010     | Miami, USA                   | tvrdý       | Lukáš Dlouhý    | Mahesh Bhupathi Max Mirnyj        | 6-2, 7-5                  |

### Čtyřhry - prohry (30)
| Legenda                                                       |
| Grand Slam (5)                                                |
| Tennis Masters Cup / ATP World Tour Finals (4)                |
| ATP Masters Series / ATP World Tour Masters 1000 (6)          |
| ATP International Series Gold / ATP World Tour 500 Series (5) |
| ATP International Series / ATP World Tour 250 Series (10)     |

| Č.  | Datum             | Turnaj                           | Povrch      | Partner          | Vítězové                        | Výsledek                    |
| 1.  | 20. srpen 1995    | New Haven, USA                   | tvrdý       | Nicolas Pereira  | Rick Leach Scott Melville       | 7-6, 6-4                    |
| 2.  | 23. listopad 1997 | Doubles Championships, Hartford  | koberec (h) | Mahesh Bhupathi  | Rick Leach Jonathan Stark       | 6-3, 6-4, 7-6               |
| 3.  | 18. říjen 1998    | Singapur, Singapur               | koberec (h) | Mahesh Bhupathi  | Todd Woodbridge Mark Woodforde  | 6-2, 6-3                    |
| 4.  | 31. říjen 1998    | Stuttgart, Německo               | tvrdý (h)   | Mahesh Bhupathi  | Sébastien Lareau Alex O'Brien   | 6-3, 3-6, 7-5               |
| 5.  | 26. leden 1999    | Australian Open, Austrálie       | tvrdý       | Mahesh Bhupathi  | Patrick Rafter Jonas Björkman   | 6-3, 4-6, 6-4, 6-7(10), 6-4 |
| 6.  | 22. srpen 1999    | Indianapolis, USA                | tvrdý       | Olivier Delaître | Paul Haarhuis Jared Palmer      | 6-3, 6-4                    |
| 7.  | 12. září 1999     | US Open, USA                     | tvrdý       | Mahesh Bhupathi  | Sébastien Lareau Alex O'Brien   | 7-6(7), 6-4                 |
| 8.  | 20. listopad 1999 | Doubles Championships, Hartford  | koberec (h) | Mahesh Bhupathi  | Sébastien Lareau Alex O'Brien   | 6-3, 6-2, 6-2               |
| 9.  | 16. prosinec 2000 | Doubles Championships, Bangalore | tvrdý       | Mahesh Bhupathi  | Donald Johnson Piet Norval      | 7-6(8), 6-3, 6-4            |
| 10. | 28. říjen 2001    | Basilej, Švýcarsko               | koberec (h) | Mahesh Bhupathi  | Ellis Ferreira Rick Leach       | 7-6(3), 6-4                 |
| 11. | 4. listopad 2001  | Paříž, Francie                   | koberec (h) | Mahesh Bhupathi  | Ellis Ferreira Rick Leach       | 3-6, 6-4, 6-3               |
| 12. | 29. březen 2003   | Miami, USA                       | tvrdý       | David Rikl       | Roger Federer Max Mirnyj        | 7-5, 6-3                    |
| 13. | 22. červen 2003   | 's-Hertogenbosch, Nizozemsko     | tráva       | Donald Johnson   | Martin Damm Cyril Suk           | 7-5, 7-6(4)                 |
| 14. | 7. březen 2004    | Dubaj, Spojené arabské emiráty   | tvrdý       | Jonas Björkman   | Mahesh Bhupathi Fabrice Santoro | 6-2, 4-6, 6-4               |
| 15. | 10. září 2004     | US Open, USA                     | tvrdý       | David Rikl       | Mark Knowles Daniel Nestor      | 6-3, 6-3                    |
| 16. | 16. říjen 2005    | Stockholm, Švédsko               | tvrdý (h)   | Nenad Zimonjić   | Wayne Arthurs Paul Hanley       | 5-3, 5-3                    |
| 17. | 23. říjen 2005    | Madrid, Španělsko                | tvrdý (h)   | Nenad Zimonjić   | Mark Knowles Daniel Nestor      | 3-6, 6-3, 6-2               |
| 18. | 20. listopad 2005 | Doubles Championships, Šanghaj   | koberec (h) | Nenad Zimonjić   | Michael Llodra Fabrice Santoro  | 6-7(6), 6-3, 7-6(4)         |
| 19. | 28. leden 2006    | Australian Open, Austrálie       | tvrdý       | Martin Damm      | Bob Bryan Mike Bryan            | 4-6, 6-3, 6-4               |
| 20. | 5. leden 2007     | Dauhá, Spojené arabské emiráty   | tvrdý       | Martin Damm      | Michail Južnyj Nenad Zimonjić   | 6-1, 7-6(3)                 |
| 21. | 31. březen 2007   | Miami, USA                       | tvrdý       | Martin Damm      | Bob Bryan Mike Bryan            | 6-7(7), 6-3, 10-7           |
| 22. | 23. červen 2007   | ‘s-Hertogenbosch, Nizozemsko     | tráva       | Martin Damm      | Jeff Coetzee Rogier Wassen      | 3-6, 7-6(5), 12-10          |
| 23. | 15. červen 2008   | Halle, Německo                   | tráva       | Lukáš Dlouhý     | Michail Južnyj Mischa Zverev    | 3-6, 6-4, 10-3              |
| 24. | 21. červen 2008   | ‘s-Hertogenbosch, Nizozemsko     | tráva       | Mahesh Bhupathi  | Jürgen Melzer Mario Ančić       | 7-6(5), 6-3                 |
| 25. | 5. září 2008      | US Open, USA                     | tvrdý       | Lukáš Dlouhý     | Bob Bryan Mike Bryan            | 7-6(5), 7-6(10)             |
| 26. | 5. říjen 2008     | Tokio, Japonsko                  | tvrdý       | Lukáš Dlouhý     | Michail Južnyj Mischa Zverev    | 6-3, 6-4                    |
| 27. | 17. leden 2009    | Auckland, Nový Zéland            | tvrdý       | Scott Lipsky     | Martin Damm Robert Lindstedt    | 7-5, 6-4                    |
| 28. | 15. únor 2009     | Rotterdam, Nizozemsko            | tvrdý (h)   | Lukáš Dlouhý     | Nenad Zimonjić Daniel Nestor    | 6-2, 7-5                    |
| 29. | 10. leden 2010    | Brisbane, Austrálie              | tvrdý       | Lukáš Dlouhý     | Jérémy Chardy Marc Gicquel      | 6-3, 7-6(5)                 |
| 30. | 27. únor 2010     | Dubaj, SAE                       | tvrdý       | Lukáš Dlouhý     | Simon Aspelin Paul Hanley       | 6-2, 6-3                    |

## Davisův pohár
Leander Paes se zúčastnil 46 zápasů v Davisově poháru  za tým Indie s bilancí 48-22 ve dvouhře a 37-9 ve čtyřhře.

## Postavení na žebříčku ATP na konci sezóny

### Dvouhra
| Rok    | 1991 | 1992   | 1993   | 1994   | 1995   | 1996   | 1997   | 1998  | 1999   | 2000   | 2001   | 2002   | 2003    | 2004 | 2005    |
| Pořadí | 271. | ▼ 273. | ▲ 178. | ▲ 133. | ▲ 132. | ▲ 128. | ▲ 114. | ▲ 91. | ▼ 205. | ▲ 153. | ▼ 298. | ▼ 949. | ▼ 1018. | ▼ x  | ▲ 1124. |

### Čtyřhra
| Rok    | 1991 | 1992   | 1993  | 1994   | 1995  | 1996  | 1997  | 1998 | 1999 | 2000  | 2001 | 2002  | 2003  | 2004  | 2005  | 2006  | 2007  | 2008  | 2009 | 2010 | 2011 | 2019   |
| Pořadí | 474. | ▲ 214. | ▲ 89. | ▼ 142. | ▲ 76. | ▼ 89. | ▲ 14. | ▲ 4. | ▲ 1. | ▼ 85. | ▲ 9. | ▼ 33. | ▲ 13. | ▬ 13. | ▲ 12. | ▬ 12. | ▬ 12. | ▲ 10. | ▲ 8. | ▲ 5. | ▼ 8. | ▼ 105. |